# 맥시멈 리스크
맥시멈 리스크(Maximum Risk)는 미국에서 제작된 임영동 감독의 1996년 액션, 모험, 스릴러 영화이다. 장 끌로드 반담 등이 주연으로 출연하였고 모쉬 다이아만트 등이 제작에 참여하였다.

## 출연

### 주연
- 장 끌로드 반담

### 조연
- 나타샤 헨스트리지
- 장 위그 앙글라드

## 제작진
- 공동제작: 제이슨 클락
- 미술: 스티브 스펜스
- 의상: 조셉 A. 포로

## 한국어 더빙 성우진

### MBC (2000년 9월 11일)
- 안지환 - 알랭/미카엘 (장 끌로드 반담)
- 강희선 - 알렉스 (나타샤 헨스트리지)
- 김현직
- 온영삼
- 김용식
- 이윤연
- 황윤걸
- 안장혁
- 박조호
- 변종필
- 엄현정
- 이철용
- 정남
- 김용준
- 송준석
- 이상범
- 최수진
- 한수림

### SBS (2006년 2월 18일)
- 신성호 - 알랭/미카엘 (장 끌로드 반담)
- 차명화 - 알렉스 (나타샤 헨스트리지)
- 이윤선 - 이반 (자크 그레니어)
- 송두석 - 커로프 (데이빗 헴블런)
- 이종혁 - 세바스찬 (장 위그 앙글라드)
- 한상덕
- 이명숙
- 기경옥
- 송연희
- 박신영
- 박영화
- 김순영
- 장주영
- 이상훈
- 정재헌